# Brännliden
Brännliden este o arie protejată (arie specială de conservare — SAC, sit de importanță comunitară — SCI) din Suedia întinsă pe o suprafață de 92,5 ha, integral pe uscat.

## Localizare
Centrul sitului Brännliden este situat la coordonatele 65°15′24″N 20°25′54″E / 65.2568°N 20.4318°E.

## Înființare
Situl Brännliden a fost declarat sit de importanță comunitară în ianuarie 1997 pentru a proteja un număr necunoscut de specii din flora spontană și fauna sălbatică aflate în arealul zonei. Situl a fost protejat și ca arie specială de conservare în martie 2011.

## Biodiversitate
Situată în ecoregiunea boreală, aria protejată conține 3 habitate naturale: Mlaștini împădurite, Taiga vestică, Mlaștini turboase de tranziție și turbării mișcătoare.
La baza desemnării sitului se află un număr nedeclarat de specii protejate.